# Zdzisław Eugeniusz Dąbrowski

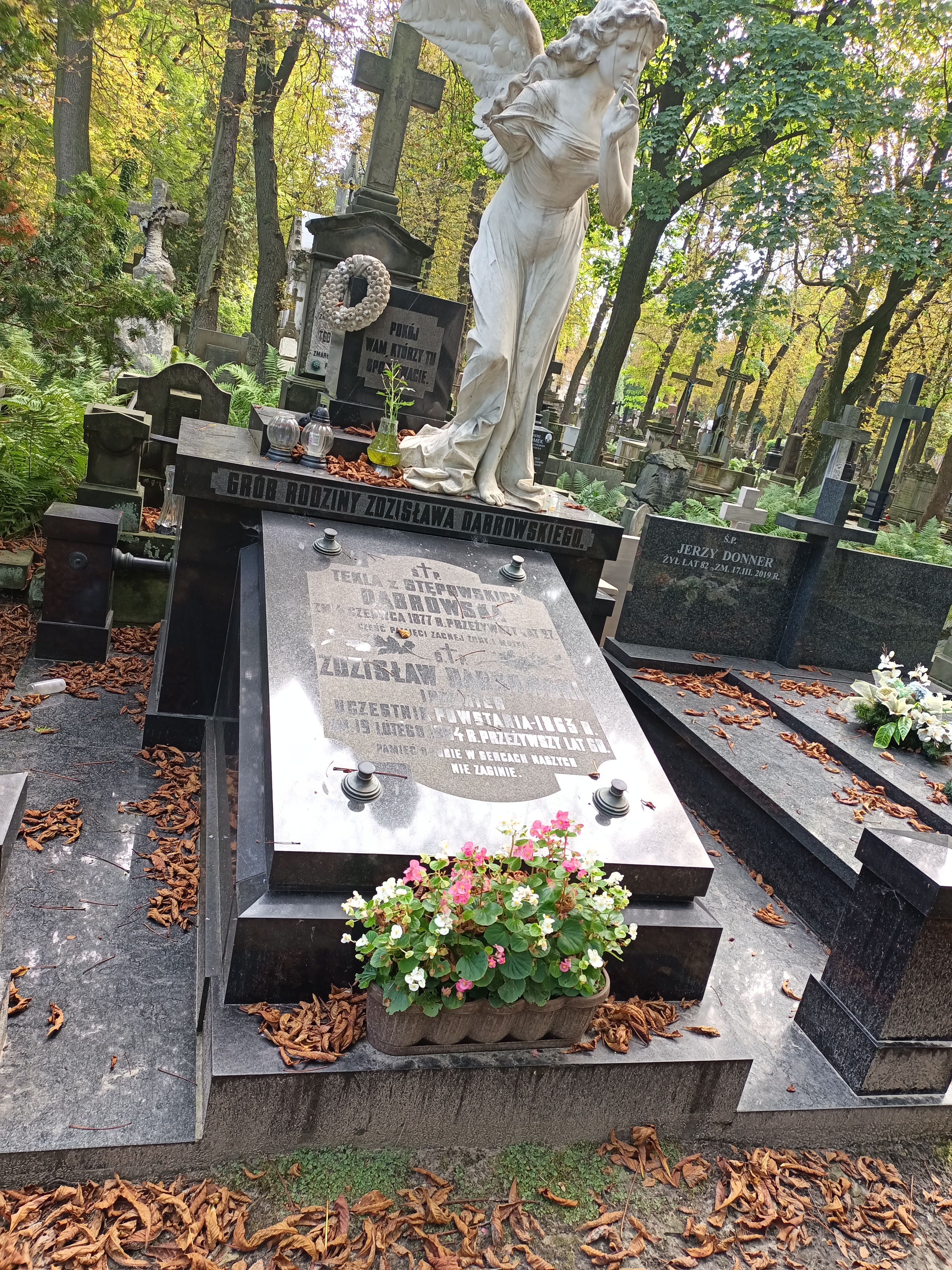
Nagrobek Zdzisława Eugeniusza Dąbrowskiego na Cmentarzu Powązkowskim

Zdzisław Eugeniusz Dąbrowski, h. Ogończyk (ur. się w 1875 w Brodach - zm. 13 lipca 1920 w Krasnojarsku) – polski inżynier technolog, oficer V Dywizji WP na Syberii.

## Życie
Ukończył w r. 1894 gimnazjum I w Kijowie, a następnie studiował matematykę na Uniwersytecie Kijowskim. Studiował i ukończył wydział mechaniczny Instytutu Technologicznego w Petersburgu (1901). Jako student brał czynny udział w ruchu niepodległościowym i więziony był w Cytadeli warszawskiej. Po studiach pracował jako inżynier konstruktor w fabryce K Rudzki i Ska w Warszawie (1901-1904) a potem Zakładach Dnieprowskich w Kamienskoje (1904-1905). W tych samych zakładach był potem zastępcą kierownika warsztatów mechanicznych (1905-1907) i inżynierem-asystentem w wydziale wielkopiecowym (1907-1913). Od 1913 pracował na Uralu  w Towarzystwie Białoreckich Zakładów do budowy huty żelaznej u stóp Góry Ma- gnitnej. Podczas rewolucji i wojny domowej w Rosji znalazł się na Syberii. Od lipca 1919 do stycznia 1920 służył jako inżynier-porucznik w wydziale zaopatrzenia technicznego 5 Dywizji Strzelców Polskich. Po jej kapitulacji w 1920 został, jako polski oficer, zaaresztowany przez bolszewików i osadzony początkowo w obozie jeńców w Gródku nad Jenisejem, a następnie w krasnojarskim więzieniu, w którym został rozstrzelany.
Jego symboliczny grób znajduje się w grobowcu rodzinnym na Starych Powązkach (Kwatera 31, rząd 4, miejsce 21, 22).

## Życie prywatne
Syn organizatora polskiego przemysłu cukrowniczego Zdzisława Hipolita (1843-1904)  i Tekli ze Stępowskich (1849-1877). Ożenił się z Jadwigą z Olekiewiczów (1889-1949), z którą miał syna Zygmunta (1913-1946).

## Literatura
Zygmunt Przyrembel, Dąbrowski Zdzisław (1875-1920), Polski Słownik Biograficzny, t. 5, Kraków 1939-1946, s. 26